# Andrea Maida
Andrea Maida (ur. 23 marca 1964 w Loreo) – włoski żużlowiec.

## Życiorys
Multimedalista indywidualnych mistrzostw Włoch na żużlu – w czasie swojej kariery zdobył w tych rozgrywkach 16 medali: 5 złotych (1996, 1997, 1999, 2002, 2003), 4 srebrne (1999, 2001, 2007, 2010) oraz 7 brązowych (1994, 1995, 2000, 2004, 2006, 2008, 2009). Oprócz tego sześciokrotny drużynowy mistrz Włoch (1989, 1994, 1999, 2007, 2011, 2012) oraz dwukrotny mistrz Włoch w parach (1989, 2012), jak również srebrny medalista młodzieżowych mistrzostw Włoch (1986).
Wielokrotny reprezentant kraju na arenie międzynarodowej, m.in. dwukrotny finalista mistrzostw Europy par (Gdańsk 2005 – VI miejsce, Terenzano 2007 – VII miejsce), finalista indywidualnych mistrzostw Europy (Slany 2003 – XVI miejsce), uczestnik półfinału kontynentalnego indywidualnych mistrzostw świata (Bydgoszcz 1994 – XII miejsce) oraz wielokrotny uczestnik eliminacji drużynowego Pucharu Świata.